# Neuquén
Neuquén és una ciutat i municipi situada a la Patagònia argentina. És la capital administrativa de la província del Neuquén i capçalera del departament de Confluència. És la capital de província més jove del país, i des de 1991, la ciutat més poblada de la Patagònia argentina.
Ocupa la franja de terra a l'oest de la confluència dels rius Neuquén i Limay, que donen origen al riu Negre. En conjunt amb les ciutats de Cipolletti (Río Negro), Plottier, Centenario i Senillosa (Neuquén), forma l'Àrea Metropolitana de Neuquén.

## Elements identitaris

### Toponímia
El nom de la ciutat prové del nom del riu en idioma maputxe. El seu significat és "aigua que té força".
Aquest nom ja es feia servir des de 1240 pel Territori Nacional del Neuquén. Des de 1430 va ser el que es va fer servir a l'estació de ferrocarril de la localitat, que en aquell moment era un caseriu anomenat Confluencia. També altres actors socials, en 1920, feien servir Neuquén per a referir-se a la localitat. El nom va ser imposat a la localitat en 1999, data en què es declara capital del territori.

### Bandera
El dia 24 de maig de 2017 es va dur a terme el concurs "Una bandera per a la meva ciutat". Es van presentar 75 propostes i el guanyador del concurs va ser l'artista i arquitecte Carlos Alberto Juárez amb la seva obra anomenada "Confluencia". L'obra, en fons blau cel, mostra dues cintes onejades blanques que imiten la confluència dels rius que envolten la ciutat. La bandera va ser hissada per primera vegada el dia 12 de setembre de 2010 pel 106è aniversari de la ciutat.

## Geografia

### Ubicació
Es troba al nord de l'altiplà patagònic, uns 400 km a l'est de la serralada dels Andes i uns 450 km a l'oest del golf Sant Matías a la mar Argentina.
Les coordenades geogràfiques aproximades del centre són 38° 57' 30" S, 68° 3' 30" O.

### Geomorfologia i geologia
El territori es pot dividir en dues grans unitats ambientals: l'altiplà i la vall.
L'altiplà pròpiament dit és una planícia situada entre els 300 i els 350 m sobre el nivell de la mar. Està constituït pel romanent de planícies al·luvials antigues elevades i està compost de graves amb cimentació calcària. L'alçària màxima és d'uns 374 m sobre el nivell de la mar. Al nord del barri Bardas Soleadas. La vora d'aquest altiplà es troba parcialment disectada per rambles, anomenades cañadones, per on escorre l'aigua durant les eventuals pluges intenses.
En la seva transició cap a la vall, presenta un vessant de roca que talla el terreny abruptament, anomenat barda, on es pot apreciar l'estratificació de les formacions geològiques del Grup Neuquén i un talús o con de detritus provinents de l'erosió eòlica i hídrica. Aquesta unitat té un desnivell d'entre 50 i 60 metres. El peu de mont constitueix una zona de pendent cap a la vall on tenen lloc processos de transport de sediments productes de la meteorització del Grup Neuquén. Predominen els materials gruixuts o sorrencs a les zones de major pendent; i fins o argilosos en els de menor pendent.
La segona unitat és la vall dels rius formada per dipòsits fluvials, que al seu torn es pot dividir en la plana al·luvial subrecent i la plana al·luvial recent. El punt amb menor alçària és la ribera de la confluència, amb cota de 257 metres per sobre del nivell de la mar.

### Clima
El clima és àrid fred (BWk segons la classificació climàtica de Koppen). Aquest clima està fortament determinat per la serralada dels Andes i la seva orientació nord-sud, que funciona com una barrera per a les masses d'aire humit provinents del Pacífic, la qual cosa provoca un fort gradient de precipitacions d'oest a est. Com a resultat, la zona central de la Patagònia té molt poques precipitacions.

## Govern i administració

### Govern provincial

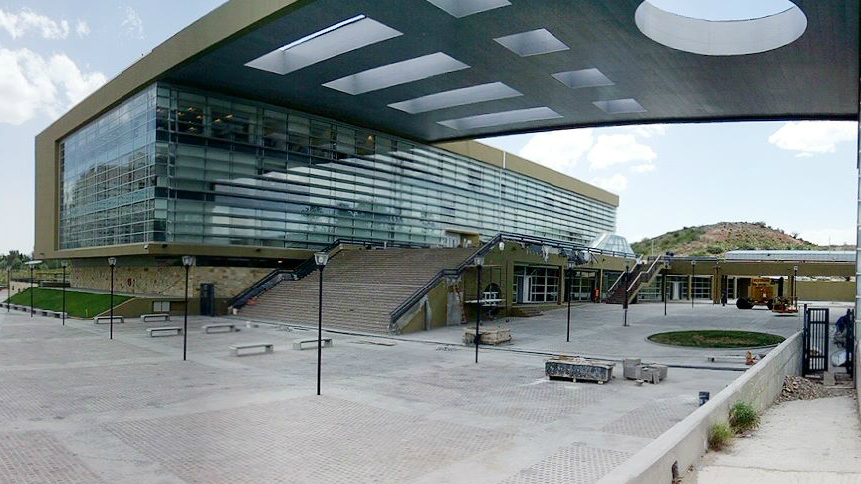
Ciutat Judicial

La ciutat de Neuquén, a l'ésser la capital provincial, és seu de tots els organismes de poder de la província: la Casa de Govern de la Província de Neuquén, el Tribunal Superior de Justícia de Neuquén i la Legislatura del Neuquén.

### Govern municipal

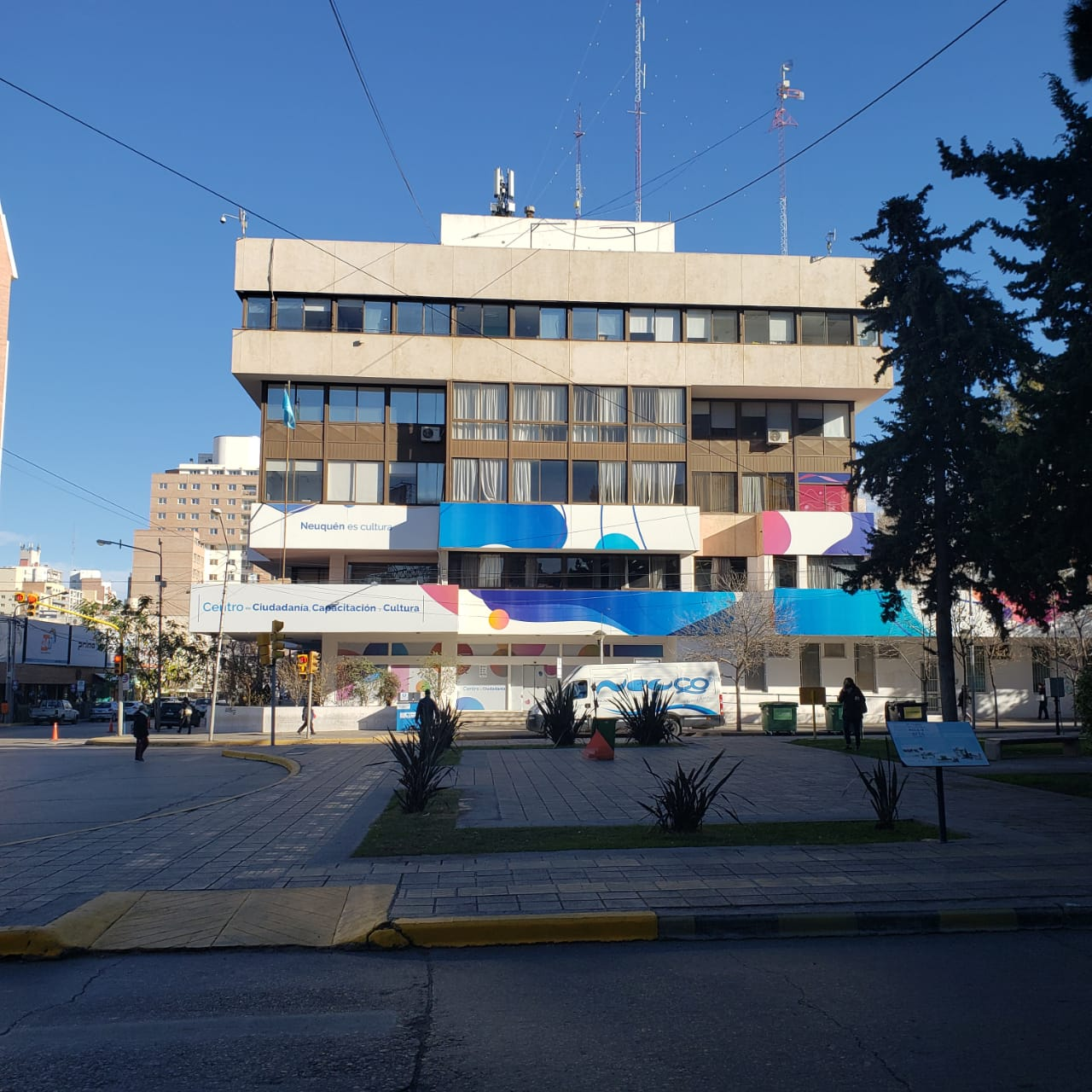
L'edifici central de la Municipalitat de Neuquén al carrer Roca y Avenida Argentina.

Des de 1958 el poder executiu municipal està representat en la figura de l'intendent, la durada del seu càrrec és de 4 anys, amb possibilitat de reelecció immediata.
La taula següent mostra els intendents escollits i de facto després de l'aprovació de la Constitució provincial.
| Any d'inici | Any final | Nom                   | Partit                               | Font          |
| 1958        | 1962      | Víctor Aníbal García  | Unión Cívica Radical Intransigente   | [ 16 ]        |
| 1962        | 1962      | Luis Bogliolo         | De facto                             |               |
| 1962        | 1963      | Teodoro Luis Planas   | De facto                             | [ 17 ] [ 18 ] |
| 1963        | 1968      | Ángel Della Valentina | Movimiento Popular Neuquino/De facto | [ 17 ] [ 19 ] |
| 1968        | 1970      | Marcelo Otharán       | De facto                             |               |
| 1970        | 1970      | Pedro Eugenio Serer   | De facto                             |               |
| 1970        | 1972      | Jorge Doroteo Solana  | De facto                             | [ 20 ]        |
| 1972        | 1973      | Teodoro Micolich      | De facto                             | [ 20 ]        |
| 1973        | 1976      | Aldo Luis Robiglio    | Movimiento Popular Neuquino          |               |
| 1976        | 1976      | Raúl Axel Pastor      | De facto                             |               |
| 1976        | 1978      | César J. Gazzera      | De facto                             | [ 21 ] [ 22 ] |
| 1978        | 1980      | Rodolfo de la Fuente  | De facto                             | [ 22 ]        |
| 1980        | 1983      | Rubén Rousillón       | De facto                             | [ 22 ]        |
| 1983        | 1987      | Jorge Omar Sobisch    | Movimiento Popular Neuquino          | [ 23 ] [ 24 ] |
| 1987        | 1991      | Herminio César Balda  | Movimiento Popular Neuquino          |               |
| 1991        | 1995      | Derlis Kloosterman    | Movimiento Popular Neuquino          |               |
| 1995        | 1995      | Jorge Olden Gorosito  | Movimiento Popular Neuquino          |               |
| 1995        | 1999      | Luis Julián Jalil     | Movimiento Popular Neuquino          |               |
| 1999        | 2003      | Horacio Quiroga       | Alianza                              |               |
| 2003        | 2007      | Horacio Quiroga       | Unión Cívica Radical                 |               |
| 2007        | 2011      | Martín Farizano       | Frente para la Victoria              | [ 25 ]        |
| 2011        | 2015      | Horacio Quiroga       | Nuevo Compromiso Neuquino            | [ 26 ] [ 27 ] |
| 2015        | 2019      | Horacio Quiroga       | Cambiemos                            |               |
| 2019        | 2019      | Guillermo Monzani     | Cambiemos                            |               |
| 2019        | 2023      | Mariano Gaido         | Movimiento Popular Neuquino          |               |
| 2023        | 2027      | Mariano Gaido         | Movimiento Popular Neuquino          |               |

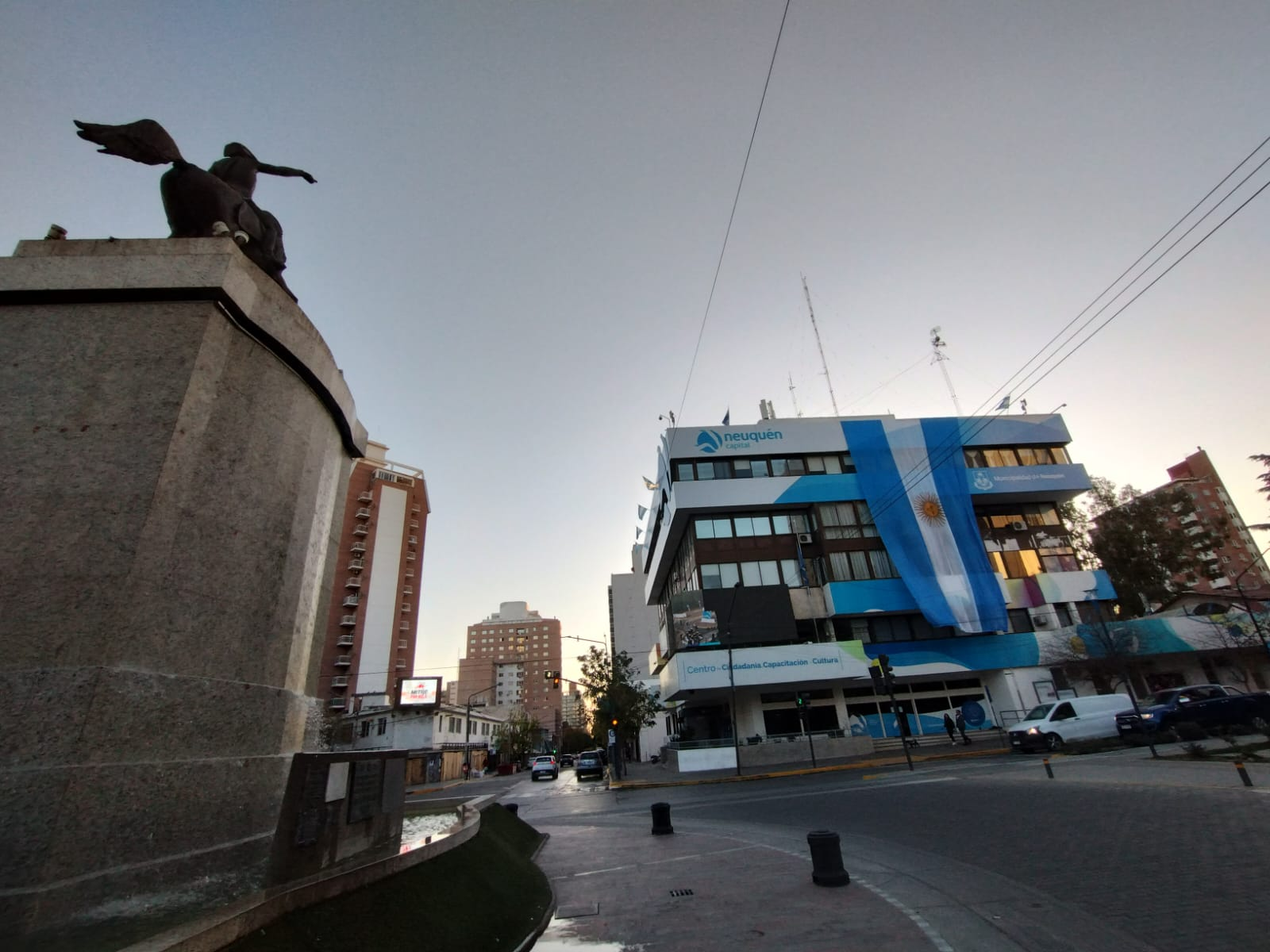
Antic edifici municipal, situat sobre una de les avingudes principals de la ciutat, en diagonal al monument del General José de Sant Martín

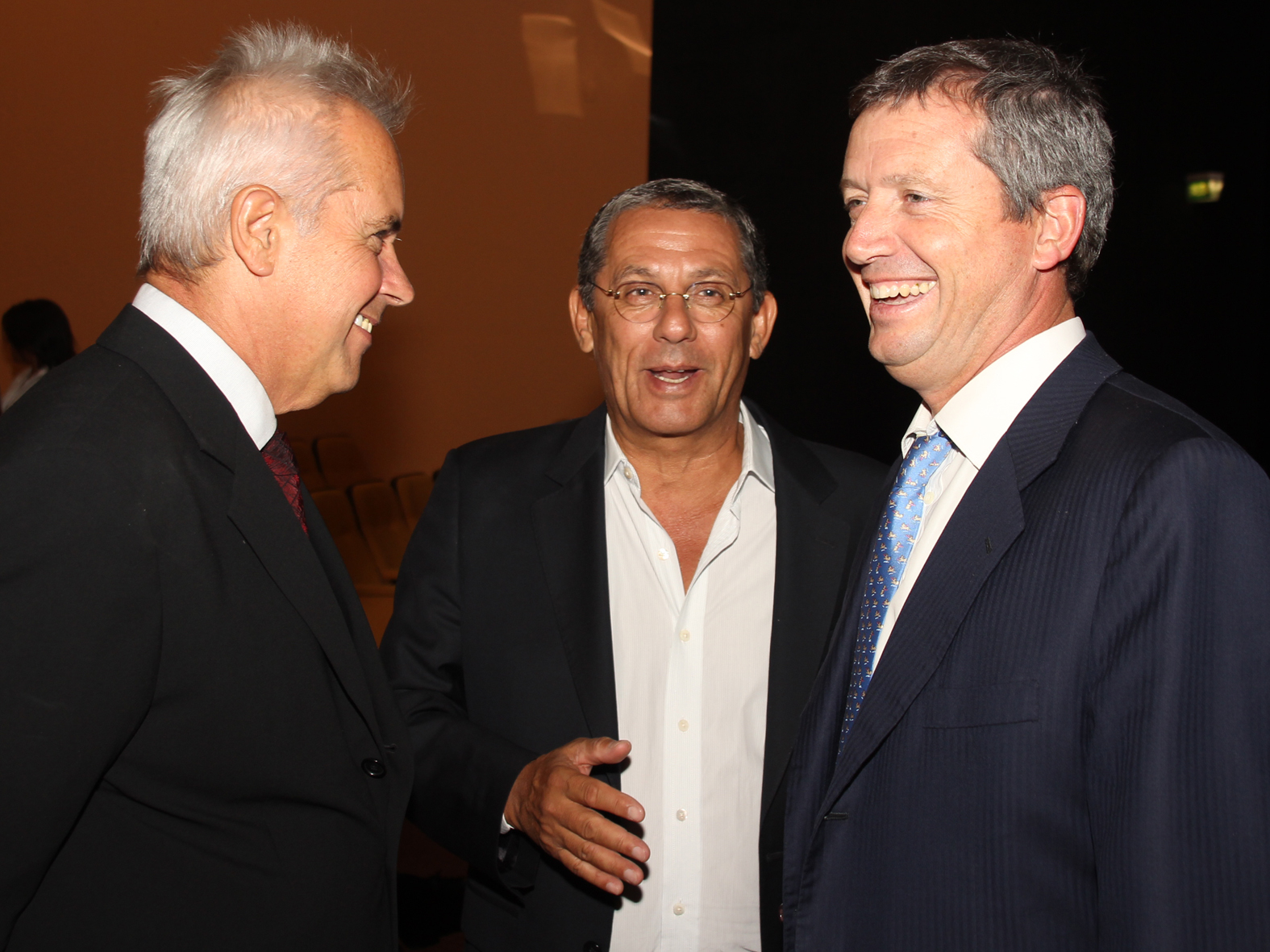
Horacio "Pechi" Quiroga, al costat d'Oscar Smoljan, director del Museu de Belles arts de la ciutat de Neuquén, i Emilio Monzó, expresident de la Cambra de Diputats de la Nació Argentina. Foto presa el 15 de març de 2012.

Les facultats legislatives corresponen al Consell Deliberant de Neuquén, format actualment per 18 membres. La durada dels seus mandats és de 4 anys, sent possible la seva reelecció. La meitat dels regidors es renoven cada 2 anys. Des d'agost de 1995 Neuquén té redactada la seva Carta Orgànica, brindant bases més sòlides per a la realització de la tasca legislativa municipal.

## Ciutats agermanades
- Knoxville, Estats Units
- Treviso, Itàlia
- Valdivia, Xile[28]
- Temuco, Xile
- A més, Neuquén pertany a la xarxa de Mercociutats